# Mary Treen
Mary Treen (27 de marzo de 1907  - 20 de julio de 1989) fue una actriz teatral, cinematográfica y televisiva de nacionalidad estadounidense.
Nacida en San Luis (Misuri), era prima del también actor cinematográfico y televisivo Mort Mills.
Treen falleció en 1989 en Newport Beach, California, a causa de un cáncer. Sus restos fueron incinerados, y las cenizas esparcidas.

## Selección de su filmografía
| Año  | Título                    | Personaje | Observaciones |
| ---- | ------------------------- | --------- | ------------- |
| 1959 | Los ambiciosos            |           |               |
| 1956 | The Birds and the Bees    |           |               |
| 1946 | Que bello es vivir        |           |               |
| 1945 | High Powered              |           |               |
| 1944 | Casanova Brown            |           |               |
| 1944 | The Navy Way              |           |               |
| 1943 | Hit Parade of 1943        |           |               |
| 1943 | So Proudly We Hail!       |           |               |
| 1942 | They All Kissed the Bride |           |               |
| 1940 | Kitty Foyle               |           |               |
| 1939 | Dad for a Day             |           |               |
| 1938 | Swing It, Sailor!         |           |               |
| 1937 | They Gave Him a Gun       |           |               |
| 1937 | Ever Since Eve            |           |               |
| 1935 | Page Miss Glory           |           |               |